# Шокису
Шокису́ (каз. Шоқысу) — село у складі Шалкарського району Актюбінської області Казахстану. Входить до складу Кішикумського сільського округу.
Населення — 356 осіб (2021; 319 у 2009, 258 у 1999, 255 у 1989).